# 김마리라는 부인
"김마리라는 부인"은 1983년에 개봉한 대한민국의 영화이다.

## 캐스팅
- 최민희 : 김마리 역
- 임동진 : 나희목 역
- 마흥식
- 이혜영 : 남경 역
- 진봉진
- 문미봉
- 이석구
- 차현재
- 남포동
- 지윤주
- 이지산
- 정지영
- 최효상
- 이혜나